# Сјај и беда куртизана
Сјај и беда куртизана (фр. Splendeurs et misères des courtisanes) роман је који је написао француски писац Оноре де Балзак (фр. Honoré de Balzac) између 1838. и 1847. године. Роман припада Балзаковој Људској комедији; првом делу Студија нарави; тематски Призорима из париског живота.

## Балзаков живот од 1838. до 1847. године
Балзак постаје 1838. године роб издавача. Уступио је право на 15 година издавања својих написаних дела и оних које тек треба да напише. Пошто је добио позајмицу од педесет хиљада франака, он сад треба да пише за рачун издавача, јер је овом позајмицом заложио и дела која тек има да напише. Током целе године је написао други део Музеја старина и почетак Сјаја и беде куртизана. Ни идућих година није био ништа плоднији. Зато се ово дело завршило тек 1847. године. Овај роман је писао заједно са деловима трилогије Изгубљене илузије.
| „ | Написао сам четири свеске за месец дана, а то је страшно… Видео сам како ми коса опада и седи. Али Давид Сешар је готов, и остало ми је да напишем само четврти део Естере, око четрдесет листова. | ” |

## О делу
Лисјен де Рибампре и Вотрен су направили пакт како да Лисјен стигне до успеха у Паризу, ако је сагласан да прати упутства оца Карлоса Херере (Вотрена). Естера и Лисјен четири године воде тајни љубавни живот, где Естера излази само ноћу у шетњу. Због 
финансијских превара барона де Нисенжана, Лисјен и свештеник Карлос Херера доспевају до затвора. Естера извршава самоубиство у време 
кад наслеђује огроман новац. Лисјен у затвору извршава самоубиство. Вотрен игра битну улогу у спашавању дама из високог друштва. На крају постаје члан полиције.
| „ | Естерин и Лисјенов надгробни споменик, подигнут по Лисјеновој поруци, спада у најлепше споменике на гробљу Пер-Лашез, а земљиште испод њега припада Жаку Колену. | ” |

## Ликови
- Лисјен Шардон де Рибампре, песник и новинар
- Естера Гопсек (надимак Торпија као куртизана), Лисјенова велика љубав
- Вотрен, познат и као: Живи леш, шпански свештеник Карлос Херера и Жак Колен
- Азија (Естерина сужавка) или Жаклина Колен (тетка Жака Колена)
- Барон де Нисенжан
- Клотилда, ружна кћер Гранлијеа
- Биби - Липен, полицијски службеник

## Галерија ликова
- Свештеник Карлос Херера
- Естерина служавка Азија
- Барон де Нисенжан
- Сцена из романа Сјај и беда куртизана
- Сцена из затвора
- Лисјен Шардон де Рибампре (илустрација из романа Изгубљене илузије)

### Лисјен де Рибампре
Лисјен де Рибампре спада у дубоко изучене и веома сложене личности Људске комедије. Неодољиво леп, песничке душе, обдарен лепотом духа, али слаб и малодушан, у њему се стално сукобљавају племените тежње и порочне склоности. Његово осећање морала не може да одоли искушењима чулних уживања. Његова је савест будна, није успавана, али је колебљива, неодлучна, немоћна и он нема снаге да се томе одупре. Његови повремени напори идеализма слабе, он губи полет стваралачке енергије.